# ابن فولاد
ابن فولاد یکی از ولات آل بویه بود. او در ۴۰۶ هجری قمری بر آل بویه طغیان کرد و حکومت قزوین را تقاضا می‌کرد و در نواحی ری به غارت و راهزنی پرداخت و از منوچهر بن قابوس، حاکم آل زیار، برای جنگ با مجدالدولهٔ دیلمی و سیده ملک‌خاتون کمک خواست و نهایتاً با پیروزی در حمله به شهر ری، مجدالدوله در ۴۰۷ حکمرانی اصفهان را به او بخشید تا غائله رفع شود.